# Campeonato da Europa de Atletismo de 2010 - Lançamento de disco feminino
A prova do lançamento de disco feminino do Campeonato da Europa de Atletismo de 2010 foi disputada entre os dias 27 e 28 de julho de 2010 no Lluís Companys em Barcelona,  na Espanha. 

## Recordes
Antes desta competição, os recordes mundiais e do campeonato nesta prova eram os seguintes:
|                       | Nome             | Nacionalidade     | Distância | Local          | Data                 |
| --------------------- | ---------------- | ----------------- | --------- | -------------- | -------------------- |
| Recorde mundial       | Gabriele Reinsch | Alemanha Oriental | 76m 80cm  | Neubrandenburg | 9 de julho de 1988   |
| Recorde do campeonato | Diana Sachse     | Alemanha Oriental | 71m 36cm  | Estugarda      | 28 de agosto de 1986 |
| Recorde europeu       | Gabriele Reinsch | Alemanha Oriental | 76m 80cm  | Neubrandenburg | 9 de julho de 1988   |

## Medalhistas
| Ouro                  | Prata                | Bronze                  |
| Sandra Perković (CRO) | Nicoleta Grasu (ROU) | Joanna Wiśniewska (POL) |

## Cronograma
Todos os horários são locais (UTC+2).
| Data        | Hora  | Evento       |
| ----------- | ----- | ------------ |
| 27 de julho | 12:45 | Qualificação |
| 28 de julho | 18:30 | Final        |

## Resultados

### Qualificação
Qualificação: Desempenho de 60.00 m (Q) ou os 12 melhores qualificados (q).
| Posição | Grupo | Atleta                    | Nacionalidade | #1    | #2    | #3    | Resultados | Notas |
| ------- | ----- | ------------------------- | ------------- | ----- | ----- | ----- | ---------- | ----- |
| 1       | B     | Nicoleta Grasu            | Roménia       | x     | 55,60 | 62,10 | 62,10      | Q     |
| 2       | B     | Nadine Müller             | Alemanha      | 60,54 |       |       | 60,54      | Q     |
| 3       | B     | Wioletta Potępa           | Polónia       | x     | 56,91 | 60,45 | 60,45      | Q     |
| 4       | A     | Dragana Tomašević         | Sérvia        | 58,60 | 59,24 | 57,89 | 59,24      | q     |
| 5       | A     | Zinaida Sendriūtė         | Lituânia      | 57,51 | 58,98 | x     | 58,98      | q,    |
| 6       | A     | Anna Söderberg            | Suécia        | 58,96 | 57,97 | x     | 58,96      | q     |
| 7       | A     | Joanna Wiśniewska         | Polónia       | 58,93 | 57,82 | 58,67 | 58,93      | q     |
| 8       | A     | Sabine Rumpf              | Alemanha      | 57,87 | x     | 58,41 | 58,41      | q     |
| 9       | A     | Monique Jansen            | Países Baixos | 55,09 | 55,83 | 57,75 | 57,75      | q     |
| 10      | A     | Sandra Perković           | Croácia       | 49,25 | 57,70 | x     | 57,70      | q     |
| 11      | A     | Natalya Sadova            | Rússia        | 54,96 | 57,19 | x     | 57,19      | q     |
| 12      | B     | Svetlana Saykina          | Rússia        | 55,42 | 10,55 | 56,32 | 56,32      | q     |
| 13      | B     | Żaneta Glanc              | Polónia       | x     | x     | 55,50 | 55,50      |       |
| 14      | A     | Liliana Cá                | Portugal      | 52,63 | 55,47 | x     | 55,47      |       |
| 15      | B     | Kateryna Karsak           | Ucrânia       | x     | 55,41 | x     | 55,41      |       |
| 16      | B     | Vera Begić                | Croácia       | 54,66 | x     | 55,04 | 55,04      |       |
| 17      | B     | Sofia Larsson             | Suécia        | x     | 50,69 | 54,50 | 54,50      |       |
| 18      | A     | Grete Etholm              | Noruega       | 40,63 | 52,17 | 54,01 | 54,01      |       |
| 19      | B     | Laura Bordignon           | Itália        | 53,82 | 52,59 | x     | 53,82      |       |
| 20      | B     | Sanna Kämäräinen          | Finlândia     | 53,07 | 52,94 | x     | 53,07      |       |
| 21      | A     | Irache Quintanal          | Espanha       | 48,40 | 50,81 | x     | 50,81      |       |
| 99 !    | A     | Tanja Komulainen          | Finlândia     | x     | x     | x     | NM         |       |
| 99 !    | B     | Věra Pospíšilová-Cechlová | Chéquia       | x     | x     | x     | NM         |       |

### Final
| Posição           | Atleta            | Nacionalidade | #1    | #2    | #3    | #4    | #5    | #6    | Resultados | Notas                |
| ----------------- | ----------------- | ------------- | ----- | ----- | ----- | ----- | ----- | ----- | ---------- | -------------------- |
| Medalha de ouro   | Sandra Perković   | Croácia       | 62.98 | 60.94 | 55.04 | 60.95 | 62.43 | 64.67 | 64.67      |                      |
| Medalha de prata  | Nicoleta Grasu    | Roménia       | 63.48 | 61.02 | 63.07 | 60.22 | x     | 58.34 | 63.48      |                      |
| Medalha de bronze | Joanna Wiśniewska | Polónia       | 59.45 | x     | 56.32 | 62.37 | x     | x     | 62.37      | Recorde da temporada |
| 4                 | Natalya Sadova    | Rússia        | 60.43 | x     | x     | x     | 61.10 | 61.20 | 61.20      |                      |
| 5                 | Zinaida Sendriūtė | Lituânia      | 60.48 | 57.20 | 59.47 | 57.89 | 57.01 | 60.70 | 60.70      | Recorde pessoal      |
| 6                 | Dragana Tomašević | Sérvia        | 59.38 | x     | 60.10 | 56.71 | x     | 59.22 | 60.10      |                      |
| 7                 | Sabine Rumpf      | Alemanha      | 56.80 | 55.81 | 58.56 | 58.83 | 58.89 | 57.77 | 58.89      |                      |
| 8                 | Nadine Müller     | Alemanha      | 57.78 | x     | 55.58 | 56.39 | 56.59 | x     | 57.78      |                      |
| 9                 | Monique Jansen    | Países Baixos | 55.05 | x     | 56.29 |       |       |       | 56.29      |                      |
| 10                | Svetlana Saykina  | Rússia        | 56.09 | x     | x     |       |       |       | 56.09      |                      |
| 11                | Anna Söderberg    | Suécia        | 55.60 | x     | 53.62 |       |       |       | 55.60      |                      |
| 12                | Wioletta Potępa   | Polónia       | x     | 55.48 | 55.13 |       |       |       | 55.48      |                      |

Legenda
| Recorde mundial       | Recorde mundial (World record)               |                       | Recorde africano                      | Recorde africano (African) |                                           | Q | Classificado por posição (Qualified) |
| Recorde do campeonato | Recorde do campeonato (Championship record)  | Recorde da América    | Recorde da América (Americas)         | q                          | Classificado por melhor tempo (Qualified) |   |                                      |
| Melhor marca do ano   | Melhor marca do ano (World leading)          | Recorde asiático      | Recorde asiático (Asian)              | DNS                        | Não largou (Did not start)                |   |                                      |
| Recorde nacional      | Recorde nacional (National record)           | Recorde europeu       | Recorde europeu (European)            | DNF                        | Não terminou (Did not finish)             |   |                                      |
| Recorde pessoal       | Recorde pessoal do atleta (Personal best)    | Recorde da Oceania    | Recorde da Oceania (Oceania)          | DSQ / DQ                   | Desclassificado (Disqualified)            |   |                                      |
| Recorde da temporada  | Recorde da temporada do atleta (Season best) | Recorde sul-americano | Recorde sul-americano (South America) | NM                         | Sem marca (No mark)                       |   |                                      |